# كارين هوف
كارين هوف (بالدنماركية: Karen Hoff)‏ (و. 1921 – 2000 م) هي كاياكير دنماركية، ولدت في راندرس، شاركت في الألعاب الأولمبية الصيفية 1948، وركوب الكنو في الألعاب الأولمبية الصيفية 1948 – سيدات كاياك فردي 500 متر ‏، توفيت عن عمر يناهز 79 عاماً.

## روابط خارجية
- كارين هوف على موقع أوليمبيديا (الإنجليزية)